# Fiat Tipo 5
Fiat Tipo 5 a fost un automobil de lux produs de compania Fiat între anii 1910 și 1916, cunoscut și sub denumirea de Fiat 50-60 HP.
Modelul era echipat cu un motor cu patru cilindri, având o capacitate cilindrică de 9017 cm³ (130 x 170 mm), care dezvolta o putere de 75 CP, permițând atingerea unei viteze maxime de 100 km/h. Sistemul de aprindere era de tip magnetou, iar transmisia se realiza prin intermediul unui cardan.
Tipo 5 a fost un automobil de lux din clasa superioară, fiind succesorul modelului Fiat 50 HP.
Acest model a fost primul care a introdus, în anul 1914, utilizarea sticlei curbate atât pentru parbriz, cât și pentru lunetă. Începând cu 1915, sistemul electric de 12 V a devenit dotare standard.